# 里诺 (勃兰登堡州)
里诺（德語：Rhinow，德語發音：[ˈʁiːnoː] ⓘ）是德国勃兰登堡州的一个市镇，隶属于哈弗尔兰县。总面积为31.66平方千米，截至2020年总人口为1603人。